# The Lair of the Wolf
The Lair of the Wolf er en amerikansk stumfilm fra 1917 af Charles Swickard.

## Medvirkende
- Donna Drew som Steve Taylor.
- Gretchen Lederer som Margaret Dennis.
- Joseph W. Girard som Oliver Cathcart.
- Chester Bennett som Jim Dennis.
- Val Paul som Raymond Taylor.